# Kristallen 2017
Kristallengalan 2017 ägde rum 1 september 2017. Den sändes i SVT1. Programledare var Kattis Ahlström.
Priserna i fyra av kategorierna (Årets program, Årets kvinnliga programledare, Årets manliga programledare och Årets sport-tv-profil) röstades fram av tittarna under direktsändningen av galan medan priserna i de 13 andra kategorierna utsågs av en jury. Kristallens styrelse utsåg även en hederspristagare och ett specialpris. Kristallen meddelade den 15 augusti vilka som var nominerade. Mandelmanns gård vann tre priser. Årets program blev Mandelmanns gård, kvinnliga programledare blev Tilde de Paula Eby, manliga programledare blev David Hellenius, sport-tv-profil blev André Pops och hederspriset gick till Leif G.W. Persson.

## Nominerade och vinnare

### Årets barn- och ungdomsprogram
| Vinnare                      | Vinnare | Vinnare             |
| ---------------------------- | ------- | ------------------- |
| Det stora experimentet       | Viaplay | Nexiko              |
| Övriga nominerade            |         |                     |
| Selmas saga                  | SVT     | Nordisk Film TV     |
| Skavlan junior               | SVT     | Monkberry           |
| Geografens testamente Europa | UR      | Baluba              |
| En pappa på förskolan        | SVT     | Svenska Barnprogram |

### Årets dokumentärprogram
| Vinnare                             | Vinnare | Vinnare       |
| ----------------------------------- | ------- | ------------- |
| Say Something                       | UR      | Film and Tell |
| Övriga nominerade                   |         |               |
| Jag är Ingrid                       | SVT     | Mantaray Film |
| Oscar och Greta och huset de byggde | SVT     | SVT           |
| I Trumpland med Filip och Fredrik   | Kanal 5 | Nexiko        |
| Skolpojkarna                        | UR      | UR            |

### Årets dokusåpa
| Vinnare                  | Vinnare     | Vinnare          |
| ------------------------ | ----------- | ---------------- |
| Allt för Sverige         | SVT         | Meter            |
| Övriga nominerade        |             |                  |
| Det stora fågeläventyret | SVT         | Warner Bros      |
| Ex on the Beach Sverige  | Kanal 5     | Meter Television |
| Paradise Hotel Sverige   | TV3/Viafree | Mastiff          |
| Bonde söker fru          | TV4         | Fremantle Media  |

### Årets fakta- och aktualitetsprogram
| Vinnare                     | Vinnare | Vinnare       |
| --------------------------- | ------- | ------------- |
| 30 liv i veckan             | SVT     | Titan         |
| Övriga nominerade           |         |               |
| Halvtid - partiledardueller | TV4     | Nyhetsbolaget |
| Sveriges Bästa Hemtjänst    | SVT     | SVT           |
| PK-mannen                   | UR      | UR            |
| GW:s mord                   | TV4     | STO-CPH       |

### Årets granskning
| Nominerade                                | Nominerade          | Nominerade        |
| Vinnare                                   | Vinnare             | Vinnare           |
| ----------------------------------------- | ------------------- | ----------------- |
| Dokument inifrån - Ensamma mot IS         | SVT                 | SVT               |
| Övriga nominerade                         |                     |                   |
| Dokument inifrån - Fallet Kevin           | SVT                 | SVT               |
| Uppdrag granskning - Pojkarna från Fittja | SVT                 | SVT               |
| 200 sekunder - Fackordföranden            | Viafree/Aftonbladet | Viafree (Inhouse) |
| Kalla Fakta - Slottsherren                | TV4                 | Nyhetsbolaget     |

### Årets humorprogram
| Vinnare              | Vinnare | Vinnare       |
| -------------------- | ------- | ------------- |
| Torpederna           | Cmore   | FLX           |
| Övriga nominerade    |         |               |
| Swedish Dicks        | Viaplay | Brain Academy |
| Halvvägs till himlen | TV4     | Anagram       |
| Sommaren med släkten | Kanal 5 | BobFilm       |
| Trettiplus           | SVT     | Anagram       |

### Årets kvinnliga skådespelare i en tv-produktion
| Vinnare                          | Vinnare | Vinnare |
| -------------------------------- | ------- | ------- |
| Alexandra Rapaport (Gåsmamman)   | Kanal 5 |         |
| Övriga nominerade                |         |         |
| Ida Engvoll (Rebecka Martinsson) | TV4     |         |
| Petra Mede (Bonusfamiljen)       | SVT     |         |
| Kajsa Ernst (Finaste Familjen)   | TV4     |         |
| Marie Richardson (Innan vi dör)  | SVT     |         |

### Årets livsstilsprogram
| Vinnare           | Vinnare | Vinnare         |
| ----------------- | ------- | --------------- |
| Mandelmanns gård  | TV4     | Meter           |
| Övriga nominerade |         |                 |
| Historieätarna    | SVT     | Thelma & Louise |
| Gatans kör        | SVT     | Fremantle       |
| Sofias Änglar     | Kanal 5 | Nordisk Film TV |
| Vem bor här       | SVT     | Fremantle       |

### Årets manliga skådespelare i en tv-produktion
| Vinnare                       | Vinnare     | Vinnare |
| ----------------------------- | ----------- | ------- |
| Adam Pålsson (Innan vi dör)   | SVT         |         |
| Övriga nominerade             |             |         |
| Allan Svensson (Gåsmamman)    | Kanal 5     |         |
| Torkel Petersson (Torpederna) | Cmore       |         |
| Ola Rapace (Farang)           | Cmore       |         |
| Filip Berg (Svartsjön)        | TV3/Viaplay |         |

### Årets realityprogram
| Vinnare                 | Vinnare     | Vinnare        |
| ----------------------- | ----------- | -------------- |
| Zero Impact             | UR          | UR             |
| Övriga nominerade       |             |                |
| Unga mammor             | Viafree/TV3 | Warner Bros    |
| Wahlgrens värld         | Kanal 5     | Elk Production |
| Tjejer som oss          | SVT         | Meter          |
| I huvudet på Gunde Svan | TV4         | Jarowskij      |

### Årets tv-drama
| Vinnare            | Vinnare | Vinnare      |
| ------------------ | ------- | ------------ |
| Bonusfamiljen      | SVT     | FLX          |
| Övriga nominerade  |         |              |
| Rebecka Martinsson | TV4     | Yellow Bird  |
| Svartsjön          | TV3     | Jarowskij    |
| Midnattssol        | SVT     | Nice Drama   |
| Innan vi dör       | SVT     | B-Reel Films |

### Årets tv-personlighet
| Vinnare                                                          | Vinnare     | Vinnare |
| ---------------------------------------------------------------- | ----------- | ------- |
| Gustav Mandelmann och Marie Mandelmann (Mandelmanns gård)        | TV4         |         |
| Övriga nominerade                                                |             |         |
| Bianca Wahlgren Ingrosso och Pernilla Wahlgren (Wahlgrens värld) | Kanal 5     |         |
| Julia Bergman och Milan Bergman (Unga mammor)                    | Viafree/TV3 |         |
| Gunnel Hyvönen och Maritta Söderström (Ullared)                  | Kanal 5     |         |
| Carina Bergfeldt (SVT Nyheter)                                   | SVT         |         |

### Årets underhållningsprogram
| Vinnare               | Vinnare | Vinnare |
| --------------------- | ------- | ------- |
| Jorden runt på 6 steg | Kanal 5 | Nexiko  |
| Övriga nominerade     |         |         |
| Så mycket bättre      | TV4     | Mastiff |
| Bytt är bytt          | TV4     | Mastiff |
| Fråga Lund            | SVT     | Nexiko  |
| Sveriges Modigaste    | TV3     | Mastiff |

### Årets program
| Vinnare           | Vinnare | Vinnare        |
| ----------------- | ------- | -------------- |
| Mandelmanns gård  | TV4     | Meter          |
| Övriga nominerade |         |                |
| Musikhjälpen      | SVT     | SVT            |
| Parneviks         | TV3     | Elk Production |
| Wahlgrens värld   | Kanal 5 | Elk Production |

### Årets kvinnliga programledare
| Vinnare                | Vinnare | Vinnare |
| ---------------------- | ------- | ------- |
| Tilde de Paula Eby     | TV4     |         |
| Övriga nominerade      |         |         |
| Clara Henry            | SVT     |         |
| Antonia "Anty" Johnson | Viafree |         |
| Carina Berg            | Kanal 5 |         |

### Årets manliga programledare
| Vinnare                             | Vinnare | Vinnare |
| ----------------------------------- | ------- | ------- |
| David Hellenius                     | TV4     |         |
| Övriga nominerade                   |         |         |
| Filip Hammar och Fredrik Wikingsson | Kanal 5 |         |
| Måns Zelmerlöv och Alexander Wiberg | TV6     |         |
| Kodjo Akolor                        | SVT     |         |

### Årets sport-tv-profil
| Vinnare            | Vinnare | Vinnare |
| ------------------ | ------- | ------- |
| André Pops         | SVT     |         |
| Övriga nominerade  |         |         |
| Frida Nordstrand   | TV3     |         |
| Anna Brolin        | TV4     |         |
| Isabel Boltenstern | Kanal 5 |         |

### Årets hederspris
- Leif G.W. Persson

### Juryns specialpris
- Random Making Movies